# Berlitz Språkskola
Berlitz Språkskola (Berlitz Language Schools, numera Berlitz International, Inc.) är en internationell språkskola som lär ut främmande språk enligt Berlitzmetoden.

## Historia
Tysk-amerikanen Maximilien D. Berlitz (1852–1921) utvecklade under sin tid som direktör för en handelsskola en ny metod för snabb språkinlärning. Han startade 1878 en egen skola i Providence i Rhode Island. Den var så framgångsrik att han kunde starta nya skolor i New York och Paris.
På skolorna utvecklades en metod att lära ut ett språk varigenom lärarna, som i allmänhet var infödda talare av det språk de lärde ut, enbart talade språket i fråga utan att översätta. Helst skulle främmande språk läras in i ett land där det talades och om inte det gick, fick man försöka skapa ett "konstgjort" utland. Konkreta ord lärs ut genom att man visar på det betecknade, abstrakta ord genom associationer till ordet och grammatik genom att imitera den som använder grammatiken korrekt. När  grundläggande kunskap i språket inhämtats kompletteras den i vissa fall med grammatikundervisning.
Berlitz Språkskola i Sverige startade strax efter första världskriget. 1953 fick skolan en ny rektor, Carmen Bowen. 1966 såldes rätten att använda namnet Berlitz av Charles Berlitz , men inte franchisen, till Macmillan , som ville ha namnet till sina språkparlörer. Då tog Berlitz franchise slut. Hälften av skolorna som fram till dess använt namnet Berlitz startade då en ny organisation som de kallade för Inlingua. De övriga använde istället sina egna namn som namn på sina skolor.
I Sverige fortsatte skolan, först under namnet Inlingua, men snart efteråt under namnet Demarets Språkskola, namngiven efter Carmen Demaret, då hon gift sig med Gaston Demaret. För första gången i Europa genomfördes högintensiv språkutbildning på Demarets Språkskola under Carmen Demarets ledning, där en enskild elev tränades av flera lärare, elva timmar per dag, senare åtta timmar per dag under flera veckors tid. Idén kom från en systerskola i New York, där det först testades efter att en elev krävt att få lära sig franska på två veckor.
Fram till slutet av 1960-talet var skolan en franchise, med ungefär 400 franchisetagare runt hela världen. 1966 sålde Charles Berlitz sina skolor och sitt förlag, varefter franchisen tog slut. Ett undantag utgjorde skolan i Köpenhamn, vars rektor fått sin franchise på livstid.